# Миреева, Вера Арсеньевна
Вера Арсеньевна Миреева (урождённая Михайлова; 22 августа 1931, Тверь, Московская область — 6 июля 2004, Красноперекопск, АР Крым) — советский филолог, русист и тюрколог, преподаватель и методист, отдавшая 45 лет делу просвещения тюркских народов Центральной Азии,  поэт и прозаик, журналистка. Отличник просвещения СССР и отличник народного просвещения Узбекской ССР.

## Биография
Родилась 22 августа 1931 года в Твери. Родители: Арсений Павлович Михайлов — кадровый военный, Вера Владимировна Михайлова (в девичестве Карасёва) — домохозяйка. В 1935 году родители развелись и далее Вера жила в новой семье матери, с отчимом Фёдором Ефимовичем Ануфриевым и двумя сёстрами. Встретиться с отцом удалось только через 20 лет. В начальную школу пошла в 1939 году в родном городе, однако учёбу прервала война и жестокие бои за Калинин зимой 1941—1942 года. Начиная с 1943 года, жила на Украине. Окончила среднюю школу в Яворове (Львовская область).
В 1949 году поступила во Львовский государственный университет им. Ивана Франко, а в 1954 году окончила полный курс этого университета по специальности «Русский язык и литература», получила диплом № 678016, по которому решением Государственной экзаменационной комиссии от 28 июня 1954 года присвоена квалификация филолога.
По распределению была направлена в город Нукус в Каракалпакии, Узбекистан. В 1954—1967 годах работала преподавателем, затем старшим преподавателем кафедры русского языкознания Каракалпакского государственного педагогического института, в 1967—1989 годах — старшим научным сотрудником, затем — заведующим сектором методики преподавания русского языка в Каракалпакском филиале Узбекского научно-исследовательского института педагогических наук имени Т. Н. Кары-Ниязова (УзНИИПН). За это время нею были подготовлены тысячи учителей русского языка, написаны десятки учебников и методических пособий, около полутора сотен научных статей
В 1989 году вышла на пенсию, а 1998 году вернулась на Украину, в Крым. На склоне лет раскрылся литературный дар Веры Миреевой. Её перу принадлежат десятки рассказов, стихотворений, эссе, очерков на русском и украинском языке, большая часть которых была опубликована в периодической печати Украины, Узбекистана, России. Её поэзия и проза многообразна, отличается глубоким лиризмом и философской компонентой, оптимизмом и искренней любовью к жизни, людям и природе. Многие произведения носят биографический характер, и центральное место в них занимают воспоминания об ужасах войны, свидетельницей которой ей пришлось стать в детские годы, варварстве немецких захватчиков и благородстве советских солдат.
Умерла 6 июля 2004 года в Красноперекопске.

## Награды, почётные звания, благодарности

### Государственные награды
- Медаль «Ветеран труда». Награждена за долголетний добросовестный труд от имени Президиума Верховного Совета СССР Указом Президиума Верховного Совета Каракалпакской АССР от 24 июля 1985 года.
- Значок «Отличник просвещения СССР». Награждена за большие успехи, достигнутые в области народного образования и активное участие в общественно-политической жизни совместным решением Министра просвещения СССР и председателя ЦК профсоюзов работников просвещения, высшей школы и научных учреждений № 63-16з от 20 марта 1987 года.
- Значок «Отличник народного просвещения Узбекской ССР». Награждена решением Министра просвещения Узбекской ССР № 16/10 от 24 августа 1984 года.

### Почётные грамоты
- Почётная грамота «За активное участие в работе XIV Республиканских педчтений по проблеме „Повышение эффективности урока как основной формы учебно-воспитательного процесса“„. Подписи: Министр просвещения Каракалпакской АССР И. Косымбетов, Председатель Обкома профсоюза работников просвещения высшей и школы Н. У. Б. Кетебаева (1981 год).
- Почётная грамота “За активное участие в освещении хода выполнения решений XXVII съезда КПСС и всенародного движения по достойной встрече 70-летия Великого Октября». Подпись: редактор газеты «Советская Каракалпакия» Ю. А. Леонтичев (5 мая 1987 года).
- Почётная грамота «За успешную работу в области народного образования». Подписи: Министр просвещения СССР М. А. Прокофьев, Председатель ЦК профсоюза работников просвещения, высшей школы и научных учреждений Т. П. Янушковская (Москва, 24 января 1979 года, № 14232)
- Почётная грамота Государственного Комитета Каракалпакской АССР по телевидению и радиовещанию «За образцовый труд по пропаганде решений XXVI съезда КПСС, коммунистическому воспитанию и мобилизацию трудящихся на выполнение народно-хозяйственных задач». Подписи: Председатель Гостелерадио ККАССР А. Карлыбаев, Секретарь парторганизации Г. Султанова, Председатель МК профсоюзов С. Аббазов, Секретарь комсомольской организации А. Калимбетов (1981 год).

### Благодарности
- Благодарность с занесением в личное дело «За активное участие в Республиканских педчтениях, посвящённых 100-летию со дня рождения В. И. Ленина, за содержательный доклад и достигнутые успехи в деле воспитания и обучения подрастающего поколения». На основании постановления коллегии Минпроса ККАССР и Президиума Обкома профсоюзов № 219/34 от 28 декабря 1969 года. Подпись: Зам. директора Каракалпакского филиала научно-исследовательского института педнаук УзССР Бердимуратов.
- Благодарность с занесением в трудовую книжку в ознаменование 60-летия Великой Октябрьской социалистической революции «За успехи в научно-исследовательской деятельности и активное участие в общественной жизни». Приказ № 85 от 4 ноября 1977 года. Подпись: Заместитель директора УзНИИПН по Каракалпакскому филиалу Тажимуратов.
- Благодарность с занесением в трудовую книжку в связи с праздником 8 Марта «За трудовые успехи». Приказ № 19 от 02 марта 1979 года. Подпись: Директор УзНИИПН по Каракалпакскому филиалу Алымов.

## Научные труды

### Книги
- К вопросу изучения фонетики русского языка /В. А. Миреева, 72 c., Нукус, «Каракалпакия», 1967
- Русский язык: Учебник для IV классов каракалпакской школы / В. А. Миреева, И. А. Муятдинов, И. И. Янин, 202 c. ил., 4-е изд. Нукус, «Каракалпакстан», 1979
- Методика работы с магнитофоном на уроках русского языка в каракалпакской школе / В. А. Миреева, 50 с, Нукус, «Каракалпакстан», 1981
- Дидактический материал по русскому языку для начальных классов каракалпакской школы / В. А. Миреева, Л. В. Сазонова, Р. П. Хван, 178 с ил., Нукус, «Каракалпакстан», 1981
- "Русский язык в 3 классе каракалпакской школы (Метод. руководство к учебнику)" / Миреева В.А., Хван Р.П., Сазонова Л.В., Алланиязов У., 126 с. Нукус, «Каракалпакстан», 1978
- Изучаем русский язык. Пособие для факультативных занятий по русскому языку в 7-8-х классов каракалпакской школы [Методическое пособие для учителей] / В. А. Миреева, 74 с, Нукус, «Каракалпакстан», 1983
- Русский язык: учебник для 3-го класса каракалпакской школы / А. У. Умаров, В. А. Миреева, 222 с ил., Нукус, «Каракалпакстан», 1987
- Обучение русскому произношению в каракалпакской школе / В. А. Миреева, 92 с. Нукус, «Каракалпакстан», 1988
- Дидактический материал по русскому языку для 1-го класса реформированной школы с каракалпакским языком обучения : (Учебно-методическое пособие) / В. А. Миреева, С. Б. Бабаев, Т. Бекмуратов, 94 с ил., Нукус, «Каракалпакстан», 1989
- Русский язык в картинках : Учеб. 1-го кл. каракалпакской школы / C. Б. Бабаев, Т. Бекмуратов, В. А. Миреева, А. Умаров, 131 с, Нукус,  «Каракалпакстан», 1989
- Методическое руководство к учебнику «Русский язык» для 4 класса каракалпакской школы / В. А. Миреева, А. У. Умаров, 116 с, Нукус, «Каракалпакстан», 1990
- Обучение говорению на русском языке в каракалпакской школе (Методическое пособие для учителя) / В. А. Миреева, А. А. Панабергенов, 114 с, Нукус, «Каракалпакстан», 1990
- Русский язык: пробный учебник для 4-го класса четырёхлетней начальной каракалпакской школы / В. А. Миреева, А. У. Умаров, 277 с ил., Нукус, «Каракалпакстан», 1990
- Русский язык: учебник для 3-го класса каракалпакской школы / А. У. Умаров, В. А. Миреева, 222 с ил., 2-е изд. Нукус, «Каракалпакстан», 1990
- Русский язык: для 5-го класса каракалпакской школы [Пробный учебник] / А. У. Умаров, В. А. Миреева, 207 с, Нукус, «Каракалпакстан», 1990
- Мы говорим по-русски. Экспериментальное пособие по усиленному обучению русскому языку для начальной четырёхлетней школы с каракалпакским языком обучения / Л. В. Сазонова, В. А. Миреева, 76 с ил.,1-е изд., Нукус, «Билим», 1991
- Русский язык: Учебник для 3-го класса каракалпакской школы / А. У. Умаров, В. А. Миреева, 214 с ил., 3-е изд., Нукус, «Билим», 1992
- Фонетические таблицы по русскому языку и методические рекомендации к их использованию в каракалпакской школе / Миреева В.А., Нукус, «Каракалпакстан», 1975

### Статьи
Научный вклад В. А. Миреевой насчитывает более 150 статей; здесь упомянуты лишь некоторые из них.
- В. А. Миреева. Пути искоренения фонетических ошибок в русской речи учащихся пятых классов каракалпакской школы // Вестник Каракалпакского Отделения АН Республики Узбекистан, № 2, 1965, С. 81
- В. А. Миреева. К вопросу об ударении в русском и каракалпакском языках // Вестник Каракалпакского Отделения АН Республики Узбекистан, № 2, 1966, C. 96
- В. А. Миреева. Роль фонетических упражнений над стечением согласных в слоге // Вестник Каракалпакского Отделения АН Республики Узбекистан, № 2, 1968, С. 89
- В. А. Миреева. Книга о культуре и просвещении в Хорезмской республике // Вестник Каракалпакского Отделения АН Республики Узбекистан, № 4, 1968, С. 95
- В. А. Миреева. Формирование у школьников потребности в знаниях на уроках русского языка // Вестник Каракалпакского Отделения АН Республики Узбекистан, № 2, 1978, С. 88
- В. А. Миреева. Особенности интерференции и пути её преоделение в русском произношении школьников-каракалпаков // Вестник Каракалпакского Отделения АН Республики Узбекистан, № 4, 1979, С. 84
- В. А. Миреева, А. А. Панабергенов. К вопросу о билингвизме // Вестник Каракалпакского Отделения АН Республики Узбекистан, № 1, 1989, С. 76

## Публикации о В. А. Миреевой
- Р. А. Сафаров. Изучают русский язык по радио // Газета «Правда Востока». 1 февраля. 1989 г.
- А. Бутвиловская. Интернациональное воспитание// Газета «Советская Каракалпакия», 28 марта, 1989 г.
- А. Бутвиловская. Признали лучшим // Газета «Советская Каракалпакия», 20 января, 1989 г. № 15 (14785)